# Andrzej Ornat
Andrzej Ornat (ur. 16 września 1946 w Garwolinie) – polski działacz polityczny i harcerski, minister-członek Rady Ministrów w latach 1982–1985.

## Życiorys
Syn Henryka i Stanisławy.  Uzyskał wykształcenie wyższe pedagogiczne, w 1977 ukończył studia na Uniwersytecie Warszawskim. W latach 1966–1990 należał do Polskiej Zjednoczonej Partii Robotniczej, a następnie był członkiem Socjaldemokracji Rzeczypospolitej Polskiej.
Pracował jako nauczyciel szkoły podstawowej w Zgórzu (1964–1967), następnie w aparacie organizacyjnym Związku Harcerstwa Polskiego, był m.in. zastępcą komendanta i komendantem hufca ZHP w Garwolinie (komendantem 1968–1971), zastępcą komendanta i komendantem Chorągwi Mazowieckiej (komendantem w latach 1974–1975), kierownikiem Wydziału Organizacyjnego Głównej Kwatery ZHP. Radny Rady Narodowej miasta stołecznego Warszawy (1973-1976) oraz członek Warszawskiej Komisji Rewizyjnej PZPR (od 1975). W latach 1979–1980 pełnił funkcję zastępcy naczelnika, a 1980–1982 naczelnika ZHP. Był jedną z czołowych postaci instruktorów z mianowania partyjnego zwalczających przemiany w harcerstwie w latach 80., odpowiedzialny m.in. za zwalczanie Kręgu Instruktorów Harcerskich im. Andrzeja Małkowskiego.
Od lipca 1982 do listopada 1985 był ministrem-członek Rady Ministrów ds. młodzieży i sekretarzem Komitetu Rady Ministrów ds. Młodzieży. Był także przewodniczącym Krajowej Rady Ochotniczych Hufców Pracy. W latach 1981–1986 członek Komitetu Centralnego PZPR oraz przewodniczący Komisji Młodzieżowej KC PZPR, od 1986 był ostatnim I sekretarzem Komitetu Wojewódzkiego PZPR w Siedlcach (do 1990). W 1983 wybrany w skład Prezydium Krajowej Rady Towarzystwa Przyjaźni Polsko-Radzieckiej. W latach 1983–1988 członek Prezydium Rady Obywatelskiej Budowy Pomnika Szpitala Centrum Zdrowia Matki Polki.
W styczniu 1990 wszedł w skład Rady Naczelnej Socjaldemokracji Rzeczypospolitej Polskiej.
Ukończył podyplomowe studia w Szkole Głównej Handlowej w Warszawie i w Wyższej Szkole Zarządzania i Marketingu w Warszawie.
W latach 1990–1993 kierownik CSH i Black & Decker. Potem w strukturach Grupy Swarzędz jako członek zarządu, dyrektor zarządzający, wiceprezes zarządu Swarzędz Market oraz wiceprezes zarządu Swarzędz Meble (w latach 2003–2005).

## Odznaczenia
- Krzyż Kawalerski Orderu Odrodzenia Polski
- Złoty Krzyż Zasługi
- Srebrny Krzyż Zasługi
- Medal Komisji Edukacji Narodowej
- Srebrny Order Gwiazdy Przyjaźni Narodów (Niemiecka Republika Demokratyczna)